# Piazza d'Armi del Campasso
La Piazza d'Armi del Campasso fu un campo da calcio nell'allora comune autonomo di Sampierdarena (oggi quartiere di Genova); prendeva il nome dal quartiere Campasso in cui sorgeva.
Il terreno, già di proprietà degli imprenditori scozzesi John Wilson e Alexandrer McLaren, titolari di una fonderia, fu acquistato dalle Ferrovie.

## Storia
Le prime manifestazioni sportive coincisero con le celebrazioni per il IV centenario della scoperta dell'America, quando venne allestito un ippodromo, poi gravemente danneggiato da un nubifragio; in seguito fu il primo campo di gioco del Genoa dal 1893 al 1897, della Liguria dal 1896 al 1919 e della Sampierdarenese, dai suoi inizi fino alla costruzione dello Stadio di Villa Scassi.
Nei pressi della Piazza d'Armi sorgeva l'Antica Trattoria Gina del Campasso che svolgeva la funzione di luogo di ritrovo.
Nel 1897 il Genoa lasciò l'area per trasferirsi a giocare nel Campo sportivo di Ponte Carrega, nella più centrale Val Bisagno.